# FIA-Formel-3-Meisterschaft 2024
Die FIA-Formel-3-Meisterschaft 2024 war die sechste Saison der FIA-Formel-3-Meisterschaft. Sie begann am 1. März in as-Sachir und endete am 1. September in Monza.

## Änderungen 2024

### Strecken
Die FIA-Formel-3-Meisterschaft fuhr erneut in Imola, nachdem dieses Rennen 2023 aufgrund der Überflutungen in der Region der Emilia-Romagna abgesagt wurde.

### Fahrer
Matías Zagazeta musste das Rennwochenende in Monaco aufgrund einer Appendizitis, die in Genua bei einer nicht-geplanten Operation erfolgreich behandelt wurde, aussetzen. Als Ersatz nominierte Jenzer Motorsport James Hedley.
Im Vorfeld zum Imola-Rennen wurden Martinius Stenshorne für das Rennwochenende in Großbritannien sowie Nikola Zolow für das Rennwochenende in Belgien ausgeschlossen da beide Fahrer im Kalenderjahr 2024 ein Rennen auf den jeweiligen Rennstrecken bestritten, ohne eine Freigabe seitens der Formel-3-Veranstalter erhalten zu haben. Stenshorne nahm am zweiten Saisonrennen der GB3-Meisterschaft in Silverstone teil, Zolow am ersten Saisonrennen der Eurocup-3-Meisterschaft in Spa-Francorchamps. Arvid Lindblad nahm – zusammen mit Stenshorne – an einem GB3-Vorbereitungstraining in Silverstone teil, bestritt allerdings kein Rennen. Dadurch erhielt Lindblad nur eine Geldstrafe, darf aber weiterhin am Rennwochenende teilnehmen. Hitech Pulse-Eight nominierte James Wharton als Ersatz für den Lauf in Silverstone und ART Grand Prix holte für Spa Tuukka Taponen. 
Mitte Mai wurden Alex Dunne sowie Martinius Stenshorne in das McLaren-Juniorenprogramm aufgenommen.
Am 27. August verpflichtete Williams den Formel-2-Fahrer Franco Colapinto für die verbleibende Formel-1-Saison um den bisherigen Fahrer Logan Sargeant zu ersetzen. Als Nachfolge für Colapinto für die Formel-2-Meisterschaft wurde der Red-Bull-Junior Oliver Goethe von Campos Racing verpflichtet. Campos verpflichtete den Dänen Noah Strømsted als Ersatzfahrer für das letzte Formel-3-Rennwochenende in Italien.

### Teams
Vor Saisonbeginn schlossen PHM Racing und die emiratische Investmentgesellschaft AIX Investment Group im Jänner 2024 eine Werbepartnerschaft ab, dabei fungierte AIX als Titelsponsor für die Formel-3-Meisterschaft 2024. Anfang Mai wurde der Aufkauf des deutschen Rennstalls bekannt gegeben und das Team vor dem Rennwochenende in der Emilia-Romagna in AIX Racing umbenannt.

## Teams und Fahrer
Alle Teams und Fahrer verwendeten das Dallara-Chassis F3 2019, 3,4-Liter-V6-Saugmotoren von Mecachrome und Reifen von Pirelli. Zahlreiche Fahrer gehörten zudem einem Nachwuchsprogramm eines Formel-1-Rennstalls an und waren dort teilweise auch als Test- und Ersatzfahrer aktiv.
| Bild                  | Team                                   | Auto # | Fahrer                   | Rennwochenende | Nachwuchsprogramm | Quelle |
| --------------------- | -------------------------------------- | ------ | ------------------------ | -------------- | ----------------- | ------ |
| Prema Racing          | Prema Racing                           | 01     | Dino Beganovic           | Alle           | Scuderia Ferrari  | [ 15 ] |
| Prema Racing          | Prema Racing                           | 02     | Gabriele Minì            | Alle           | Alpine F1 Team    | [ 16 ] |
| Prema Racing          | Prema Racing                           | 03     | Arvid Lindblad           | Alle           | Red Bull Racing   | [ 17 ] |
| Trident               | Trident                                | 04     | Leonardo Fornaroli       | Alle           |                   | [ 18 ] |
| Trident               | Trident                                | 05     | Sami Meguetounif         | Alle           |                   | [ 19 ] |
| Trident               | Trident                                | 06     | Santiago Ramos           | Alle           |                   | [ 20 ] |
| MP Motorsport         | MP Motorsport                          | 07     | Tim Tramnitz             | Alle           | Red Bull Racing   | [ 21 ] |
| MP Motorsport         | MP Motorsport                          | 08     | Kacper Sztuka            | Alle           | Red Bull Racing   | [ 22 ] |
| MP Motorsport         | MP Motorsport                          | 09     | Alex Dunne               | Alle           | McLaren Racing    | [ 23 ] |
| Campos Racing         | Campos Racing                          | 10     | Oliver Goethe            | 1–9            | Red Bull Racing   | [ 24 ] |
| Campos Racing         | Campos Racing                          | 10     | Noah Strømsted           | 10             |                   | [ 12 ] |
| Campos Racing         | Campos Racing                          | 11     | Sebastián Montoya        | Alle           |                   | [ 25 ] |
| Campos Racing         | Campos Racing                          | 12     | Mari Boya                | Alle           |                   | [ 26 ] |
| Hitech Pulse-Eight    | Hitech Pulse-Eight                     | 14     | Luke Browning            | Alle           | Williams F1       | [ 27 ] |
| Hitech Pulse-Eight    | Hitech Pulse-Eight                     | 15     | Martinius Stenshorne     | 1–6, 8–10      | McLaren Racing    | [ 28 ] |
| Hitech Pulse-Eight    | Hitech Pulse-Eight                     | 15     | James Wharton            | 7              |                   | [ 29 ] |
| Hitech Pulse-Eight    | Hitech Pulse-Eight                     | 16     | Cian Shields             | Alle           |                   | [ 30 ] |
| Jenzer Motorsport     | Jenzer Motorsport                      | 17     | Charlie Wurz             | Alle           |                   | [ 31 ] |
| Jenzer Motorsport     | Jenzer Motorsport                      | 18     | Max Esterson             | Alle           |                   | [ 32 ] |
| Jenzer Motorsport     | Jenzer Motorsport                      | 19     | Matías Zagazeta          | 1–3, 5–10      |                   | [ 33 ] |
| Jenzer Motorsport     | Jenzer Motorsport                      | 19     | James Hedley             | 4              |                   | [ 34 ] |
| Van Amersfoort Racing | Van Amersfoort Racing                  | 20     | Noel León                | Alle           |                   | [ 35 ] |
| Van Amersfoort Racing | Van Amersfoort Racing                  | 21     | Sophia Flörsch           | Alle           | Alpine F1 Team    | [ 36 ] |
| Van Amersfoort Racing | Van Amersfoort Racing                  | 22     | Tommy Smith              | Alle           |                   | [ 37 ] |
| ART Grand Prix        | ART Grand Prix                         | 23     | Christian Mansell        | Alle           |                   | [ 38 ] |
| ART Grand Prix        | ART Grand Prix                         | 24     | Laurens van Hoepen       | Alle           |                   | [ 39 ] |
| ART Grand Prix        | ART Grand Prix                         | 25     | Nikola Zolow             | 1–8, 10        | Alpine F1 Team    | [ 40 ] |
| ART Grand Prix        | ART Grand Prix                         | 25     | Tuukka Taponen           | 9              |                   | [ 41 ] |
| AIX Racing            | PHM AIX Racing (1–2) AIX Racing (3–10) | 26     | Tasanapol Inthraphuvasak | Alle           |                   | [ 42 ] |
| AIX Racing            | PHM AIX Racing (1–2) AIX Racing (3–10) | 27     | Nikita Bedrin            | Alle           |                   | [ 43 ] |
| AIX Racing            | PHM AIX Racing (1–2) AIX Racing (3–10) | 28     | Joshua Dufek             | Alle           |                   | [ 44 ] |
| Rodin Motorsport      | Rodin Motorsport                       | 29     | Callum Voisin            | Alle           |                   | [ 45 ] |
| Rodin Motorsport      | Rodin Motorsport                       | 30     | Piotr Wiśnicki           | Alle           |                   | [ 46 ] |
| Rodin Motorsport      | Rodin Motorsport                       | 31     | Joseph Loake             | Alle           |                   | [ 47 ] |

## Rennkalender
Die erste Version des Rennkalenders wurde am 4. August 2023 veröffentlicht. Es fanden zehn Rennwochenenden statt, alle Rennwochenenden befanden sich im Rahmenprogramm der Formel 1.
| Nr. | Datum         | Rennstrecke                                      | Distanz (km) | Sieger               | Zweiter                  | Dritter            | Pole- Position     | Schnellste Rennrunde | Gesamtführender Fahrer | Gesamtführender Konstrukteur |
| --- | ------------- | ------------------------------------------------ | ------------ | -------------------- | ------------------------ | ------------------ | ------------------ | -------------------- | ---------------------- | ---------------------------- |
| 01. | 01. März      | Bahrain International Circuit (as-Sachir)        | 102,828      | Arvid Lindblad       | Laurens van Hoepen       | Leonardo Fornaroli |                    | Laurens van Hoepen   | Arvid Lindblad         | Campos Racing                |
| 02. | 02. März      | Bahrain International Circuit (as-Sachir)        | 119,064      | Luke Browning        | Christian Mansell        | Tim Tramnitz       | Dino Beganovic     | Dino Beganovic       | Luke Browning          | Trident                      |
| 03. | 23. März      | Albert Park Circuit (Melbourne)                  | 105,560      | Martinius Stenshorne | Arvid Lindblad           | Laurens van Hoepen |                    | Luke Browning        | Luke Browning          | ART Grand Prix               |
| 04. | 24. März      | Albert Park Circuit (Melbourne)                  | 121,394      | Dino Beganovic       | Leonardo Fornaroli       | Gabriele Minì      | Leonardo Fornaroli | Dino Beganovic       | Luke Browning          | Prema Racing                 |
| 05. | 18. Mai       | Autodromo Enzo e Dino Ferrari (Imola)            | 088,362      | Oliver Goethe        | Tim Tramnitz             | Noel León          |                    | Oliver Goethe        | Luke Browning          | Prema Racing                 |
| 06. | 19. Mai       | Autodromo Enzo e Dino Ferrari (Imola)            | 107,998      | Sami Meguetounif     | Oliver Goethe            | Leonardo Fornaroli | Santiago Ramos     | Oliver Goethe        | Leonardo Fornaroli     | Prema Racing                 |
| 07. | 25. Mai       | Circuit de Monaco (Monte Carlo)                  | 076,751      | Nikola Tsolov        | Tim Tramnitz             | Laurens van Hoepen |                    | Dino Beganovic       | Leonardo Fornaroli     | Prema Racing                 |
| 08. | 26. Mai       | Circuit de Monaco (Monte Carlo)                  | 090,099      | Gabriele Minì        | Christian Mansell        | Luke Browning      | Gabriele Minì      | Martinius Stenshorne | Gabriele Minì          | Prema Racing                 |
| 09. | 22. Juni      | Circuit de Barcelona-Catalunya (Montmeló)        | 097,797      | Mari Boya            | Alex Dunne               | Oliver Goethe      |                    | Leonardo Fornaroli   | Gabriele Minì          | Prema Racing                 |
| 10. | 23. Juni      | Circuit de Barcelona-Catalunya (Montmeló)        | 116,425      | Arvid Lindblad       | Christian Mansell        | Leonardo Fornaroli | Christian Mansell  | Luke Browning        | Leonardo Fornaroli     | Prema Racing                 |
| 11. | 29. Juni      | Red Bull Ring (Spielberg)                        | 090,678      | Nikola Tsolov        | Martinius Stenshorne     | Christian Mansell  |                    | Nikola Zolow         | Leonardo Fornaroli     | Prema Racing                 |
| 12. | 30. Juni      | Red Bull Ring (Spielberg)                        | 112,268      | Luke Browning        | Gabriele Minì            | Dino Beganovic     | Luke Browning      | Piotr Wiśnicki       | Luke Browning          | Prema Racing                 |
| 13. | 06. Juli      | Silverstone Circuit (Silverstone)                | 106,038      | Arvid Lindblad       | Noel León                | Matías Zagazeta    |                    | Arvid Lindblad       | Luke Browning          | Prema Racing                 |
| 14. | 07. Juli      | Silverstone Circuit (Silverstone)                | 129,602      | Arvid Lindblad       | Gabriele Minì            | Callum Voisin      | Luke Browning      | Gabriele Minì        | Gabriele Minì          | Prema Racing                 |
| 15. | 20. Juli      | Hungaroring (Mogyoród)                           | 083,239      | Nikita Bedrin        | Tasanapol Inthraphuvasak | Dino Beganovic     |                    | Joseph Loake         | Gabriele Minì          | Prema Racing                 |
| 16. | 21. Juli      | Hungaroring (Mogyoród)                           | 105,144      | Nikola Zolow         | Laurens van Hoepen       | Noel León          | Laurens van Hoepen | Sami Meguetounif     | Gabriele Minì          | Prema Racing                 |
| 17. | 27. Juli      | Circuit de Spa-Francorchamps (Spa-Francorchamps) | 084,048      | Dino Beganovic       | Gabriele Minì            | Noel León          |                    | Noel León            | Gabriele Minì          | Prema Racing                 |
| 18. | 28. Juli      | Circuit de Spa-Francorchamps (Spa-Francorchamps) | 105,060      | Callum Voisin        | Sebastián Montoya        | Leonardo Fornaroli | Callum Voisin      | Callum Voisin        | Leonardo Fornaroli     | Prema Racing                 |
| 19. | 31. August    | Autodromo Nazionale di Monza (Monza)             | 104,274      | Tim Tramnitz         | Santiago Ramos           | Alex Dunne         |                    | Leonardo Fornaroli   | Leonardo Fornaroli     | Prema Racing                 |
| 20. | 01. September | Autodromo Nazionale di Monza (Monza)             | 127,446      | Sami Meguetounif     | Gabriele Minì            | Leonardo Fornaroli | Leonardo Fornaroli | Martinius Stenshorne | Leonardo Fornaroli     | Prema Racing                 |

Anmerkungen
1. ↑  Dino Beganovic erzielte die schnellste Rennrunde, erhielt aber nicht die Extrapunkte da er außerhalb der ersten zehn lag. Leonardo Fornaroli erhielt diese Extrapunkte, da er die schnellste Rennrunde innerhalb der ersten zehn Fahrer erzielte.
2. ↑  Luke Browning erzielte die schnellste Rennrunde, erhielt aber nicht die Extrapunkte da er außerhalb der ersten zehn lag. Mari Boya erhielt diese Extrapunkte, da er die schnellste Rennrunde innerhalb der ersten zehn Fahrer erzielte.
3. ↑  Martinius Stenshorne erzielte die schnellste Rennrunde, erhielt aber nicht die Extrapunkte da er außerhalb der ersten zehn lag. Luke Browning erhielt diese Extrapunkte, da er die schnellste Rennrunde innerhalb der ersten zehn Fahrer erzielte.
4. ↑  Piotr Wiśnicki erzielte die schnellste Rennrunde, erhielt aber nicht die Extrapunkte da er außerhalb der ersten zehn lag. Laurens van Hoepen erhielt diese Extrapunkte, da er die schnellste Rennrunde innerhalb der ersten zehn Fahrer erzielte.

## Rennberichte

### Rennwochenende in Bahrain
| Sprintrennen | Sprintrennen       | Sprintrennen   | Sprintrennen |
| Platz        | Fahrer             | Team           | Zeit         |
| ------------ | ------------------ | -------------- | ------------ |
| 1            | Arvid Lindblad     | Prema Racing   | 35:35,482    |
| 2            | Laurens van Hoepen | ART Grand Prix | + 5,478      |
| 3            | Leonardo Fornaroli | Trident        | + 5,514      |
| PP           |                    |                |              |
| SR           | Laurens van Hoepen | ART Grand Prix | 1:50,401     |

| Hauptrennen | Hauptrennen       | Hauptrennen        | Hauptrennen |
| Platz       | Fahrer            | Team               | Zeit        |
| ----------- | ----------------- | ------------------ | ----------- |
| 1           | Luke Browning     | Hitech Pulse-Eight | 41:08,012   |
| 2           | Christian Mansell | ART Grand Prix     | + 1,264     |
| 3           | Tim Tramnitz      | MP Motorsport      | + 2,432     |
| PP          | Dino Beganovic    | Prema Racing       | 1:46,431    |
| SR          | Dino Beganovic    | Prema Racing       | 1:50,261    |

Das FIA-Formel-3-Rennwochenende in Bahrain auf dem Bahrain International Circuit fand vom 29. Februar bis 2. März 2024 statt und ging über eine Distanz von 19 Runden (Sprintrennen) bzw. 22 Runden (Hauptrennen) à 5,412 km, was einer Gesamtdistanz von 102,828 km bzw. 119,064 km entspricht.
Arvid Lindblad gewann das Sprintrennen vor Laurens van Hoepen und Leonardo Fornaroli, Luke Browning gewann das Hauptrennen vor Christian Mansell und Tim Tramnitz.

### Rennwochenende in Australien
| Sprintrennen | Sprintrennen         | Sprintrennen       | Sprintrennen |
| Platz        | Fahrer               | Team               | Zeit         |
| ------------ | -------------------- | ------------------ | ------------ |
| 1            | Martinius Stenshorne | Hitech Pulse-Eight | 35:32,870    |
| 2            | Arvid Lindblad       | Prema Racing       | + 1,673      |
| 3            | Laurens van Hoepen   | ART Grand Prix     | + 1,958      |
| PP           |                      |                    |              |
| SR           | Luke Browning        | Hitech Pulse-Eight | 1:36,186     |

| Hauptrennen | Hauptrennen        | Hauptrennen  | Hauptrennen |
| Platz       | Fahrer             | Team         | Zeit        |
| ----------- | ------------------ | ------------ | ----------- |
| 1           | Dino Beganovic     | Prema Racing | 41:23,816   |
| 2           | Leonardo Fornaroli | Trident      | + 1,682     |
| 3           | Gabriele Minì      | Prema Racing | + 3,221     |
| PP          | Leonardo Fornaroli | Trident      | 1:33,044    |
| SR          | Dino Beganovic     | Prema Racing | 1:35,588    |

Das FIA-Formel-3-Rennwochenende in Australien auf dem Albert Park Circuit fand vom 22. bis 24. März 2024 statt und ging über eine Distanz von 20 Runden (Sprintrennen) bzw. 23 Runden (Hauptrennen) à 5,278 km, was einer Gesamtdistanz von 105,560 km bzw. 121,394 km entspricht.
Martinius Stenshorne gewann das Sprintrennen vor Arvid Lindblad und Laurens van Hoepen, Dino Beganovic gewann das Hauptrennen vor Leonardo Fornaroli und Gabriele Minì.

### Rennwochenende in Emilia-Romagna
| Sprintrennen | Sprintrennen  | Sprintrennen          | Sprintrennen |
| Platz        | Fahrer        | Team                  | Zeit         |
| ------------ | ------------- | --------------------- | ------------ |
| 1            | Oliver Goethe | Campos Racing         | 34:19,754    |
| 2            | Tim Tramnitz  | MP Motorsport         | + 2,158      |
| 3            | Noel León     | Van Amersfoort Racing | + 2,975      |
| PP           |               |                       |              |
| SR           | Oliver Goethe | Campos Racing         | 1:33,596     |

| Hauptrennen | Hauptrennen        | Hauptrennen   | Hauptrennen |
| Platz       | Fahrer             | Team          | Zeit        |
| ----------- | ------------------ | ------------- | ----------- |
| 1           | Sami Meguetounif   | Trident       | 35:12,897   |
| 2           | Oliver Goethe      | Campos Racing | + 2,791     |
| 3           | Leonardo Fornaroli | Trident       | + 3,368     |
| PP          | Santiago Ramos     | Trident       | 1:31,767    |
| SR          | Oliver Goethe      | Campos Racing | 1:33,817    |

Das FIA-Formel-3-Rennwochenende in der Emilia-Romagna auf dem Autodromo Enzo e Dino Ferrari fand vom 17. bis 19. Mai 2024 statt und ging über eine Distanz von 18 Runden (Sprintrennen) bzw. 22 Runden (Hauptrennen) à 4,909 km, was einer Gesamtdistanz von 88,362 km bzw. 107,998 km entspricht.
Oliver Goethe gewann das Sprintrennen vor Tim Tramnitz und Noel León, Sami Meguetounif gewann das Hauptrennen vor Oliver Goethe und Leonardo Fornaroli.

### Rennwochenende in Monaco
| Sprintrennen | Sprintrennen       | Sprintrennen   | Sprintrennen |
| Platz        | Fahrer             | Team           | Zeit         |
| ------------ | ------------------ | -------------- | ------------ |
| 1            | Nikola Zolow       | ART Grand Prix | 59:09,511    |
| 2            | Tim Tramnitz       | MP Motorsport  | + 4,328      |
| 3            | Laurens van Hoepen | ART Grand Prix | + 5,173      |
| PP           |                    |                |              |
| SR           | Dino Beganovic     | Prema Racing   | 1:24,919     |

| Hauptrennen | Hauptrennen          | Hauptrennen        | Hauptrennen |
| Platz       | Fahrer               | Team               | Zeit        |
| ----------- | -------------------- | ------------------ | ----------- |
| 1           | Gabriele Minì        | Prema Racing       | 44:15,883   |
| 2           | Christian Mansell    | ART Grand Prix     | + 0,802     |
| 3           | Luke Browning        | Hitech Pulse-Eight | + 1,720     |
| PP          | Gabriele Minì        | Prema Racing       | 1:23,942    |
| SR          | Martinius Stenshorne | Hitech Pulse-Eight | 1:24,773    |

Das FIA-Formel-3-Rennwochenende in Monaco auf dem Circuit de Monaco fand vom 23. bis 26. Mai 2024 statt und ging über eine Distanz von 23 Runden (Sprintrennen) bzw. 27 Runden (Hauptrennen) à 3,337 km, was einer Gesamtdistanz von 76,751 km bzw. 90,099 km entspricht.
Nikola Zolow gewann das Sprintrennen vor Tim Tramnitz und Laurens van Hoepen, Gabriele Minì gewann das Hauptrennen vor Christian Mansell und Luke Browning.

### Rennwochenende in Spanien
| Sprintrennen | Sprintrennen       | Sprintrennen  | Sprintrennen |
| Platz        | Fahrer             | Team          | Zeit         |
| ------------ | ------------------ | ------------- | ------------ |
| 1            | Mari Boya          | Campos Racing | 38:11,211    |
| 2            | Alex Dunne         | MP Motorsport | + 0,453      |
| 3            | Oliver Goethe      | Campos Racing | + 0,828      |
| PP           |                    |               |              |
| SR           | Leonardo Fornaroli | Trident       | 1:32:402     |

| Hauptrennen | Hauptrennen        | Hauptrennen        | Hauptrennen |
| Platz       | Fahrer             | Team               | Zeit        |
| ----------- | ------------------ | ------------------ | ----------- |
| 1           | Arvid Lindblad     | Prema Racing       | 39:09,719   |
| 2           | Christian Mansell  | ART Grand Prix     | + 4,447     |
| 3           | Leonardo Fornaroli | Trident            | + 5,627     |
| PP          | Christian Mansell  | ART Grand Prix     | 1:28,463    |
| SR          | Luke Browning      | Hitech Pulse-Eight | 1:31,970    |

Das FIA-Formel-3-Rennwochenende in Spanien auf dem Circuit de Barcelona-Catalunya fand vom 21. bis 23. Juni 2024 statt und ging über eine Distanz von 21 Runden (Sprintrennen) bzw. 25 Runden (Hauptrennen) à 4,657 km, was einer Gesamtdistanz von 97,797 km bzw. 116,425 km entspricht.
Mari Boya gewann das Sprintrennen vor Alex Dunne und Oliver Goethe, Arvid Lindblad gewann das Hauptrennen vor Christian Mansell und Leonardo Fornaroli.

### Rennwochenende in Österreich
| Sprintrennen | Sprintrennen         | Sprintrennen       | Sprintrennen |
| Platz        | Fahrer               | Team               | Zeit         |
| ------------ | -------------------- | ------------------ | ------------ |
| 1            | Nikola Zolow         | ART Grand Prix     | 34:24,710    |
| 2            | Martinius Stenshorne | Hitech Pulse-Eight | + 0,673      |
| 3            | Christian Mansell    | ART Grand Prix     | + 1,244      |
| PP           |                      |                    |              |
| SR           | Nikola Zolow         | ART Grand Prix     | 1:23,420     |

| Hauptrennen | Hauptrennen    | Hauptrennen        | Hauptrennen |
| Platz       | Fahrer         | Team               | Zeit        |
| ----------- | -------------- | ------------------ | ----------- |
| 1           | Luke Browning  | Hitech Pulse-Eight | 37:22,286   |
| 2           | Gabriele Minì  | Prema Racing       | + 1,685     |
| 3           | Dino Beganovic | Prema Racing       | + 2,154     |
| PP          | Luke Browning  | Hitech Pulse-Eight | 1:20,222    |
| SR          | Piotr Wiśnicki | Rodin Carlin       | 1:23,359    |

Das FIA-Formel-3-Rennwochenende in Österreich auf dem Red Bull Ring fand vom 28. bis 30. Juni 2024 statt und ging über eine Distanz von 21 Runden (Sprintrennen) bzw. 26 Runden (Hauptrennen) à 4,318 km, was einer Gesamtdistanz von 90,678 km bzw. 112,268 km entspricht.
Nikola Zolow gewann das Sprintrennen vor Martinius Stenshorne und Christian Mansell, Luke Browning gewann das Hauptrennen vor Gabriele Minì und Dino Beganovic.

### Rennwochenende in Großbritannien
| Sprintrennen | Sprintrennen    | Sprintrennen          | Sprintrennen |
| Platz        | Fahrer          | Team                  | Zeit         |
| ------------ | --------------- | --------------------- | ------------ |
| 1            | Arvid Lindblad  | Prema Racing          | 36:32,184    |
| 2            | Noel León       | Van Amersfoort Racing | + 6,560      |
| 3            | Matías Zagazeta | Jenzer Motorsport     | + 8,447      |
| PP           |                 |                       |              |
| SR           | Arvid Lindblad  | Prema Racing          | 1:47,304     |

| Hauptrennen | Hauptrennen    | Hauptrennen        | Hauptrennen |
| Platz       | Fahrer         | Team               | Zeit        |
| ----------- | -------------- | ------------------ | ----------- |
| 1           | Arvid Lindblad | Prema Racing       | 47:12,061   |
| 2           | Gabriele Minì  | Prema Racing       | + 0,874     |
| 3           | Callum Voisin  | Rodin Carlin       | + 9,213     |
| PP          | Luke Browning  | Hitech Pulse-Eight | 1:44,992    |
| SR          | Gabriele Minì  | Prema Racing       | 1:47,369    |

Das FIA-Formel-3-Rennwochenende in Großbritannien auf dem Silverstone Circuit fand vom 5. bis 7. Juli 2024 statt und ging über eine Distanz von 18 Runden (Sprintrennen) bzw. 22 Runden (Hauptrennen) à 5,891 km, was einer Gesamtdistanz von 106,038 km bzw. 129,602 km entspricht.
Arvid Lindblad gewann das Sprintrennen vor Noel León und Matías Zagazeta, Arvid Lindblad gewann das Hauptrennen vor Gabriele Minì und Callum Voisin.

### Rennwochenende in Ungarn
| Sprintrennen | Sprintrennen             | Sprintrennen | Sprintrennen |
| Platz        | Fahrer                   | Team         | Zeit         |
| ------------ | ------------------------ | ------------ | ------------ |
| 1            | Nikita Bedrin            | AIX Racing   | 29:41,355    |
| 2            | Tasanapol Inthraphuvasak | AIX Racing   | + 1,560      |
| 3            | Dino Beganovic           | Prema Racing | + 2,189      |
| PP           |                          |              |              |
| SR           | Joseph Loake             | Rodin Carlin | 1:35,669     |

| Hauptrennen | Hauptrennen        | Hauptrennen           | Hauptrennen |
| Platz       | Fahrer             | Team                  | Zeit        |
| ----------- | ------------------ | --------------------- | ----------- |
| 1           | Nikola Zolow       | ART Grand Prix        | 38:54,231   |
| 2           | Noel León          | Van Amersfoort Racing | + 1,114     |
| 3           | Leonardo Fornaroli | Trident               | + 1,439     |
| PP          | Laurens van Hoepen | ART Grand Prix        | 1:33,935    |
| SR          | Sami Meguetounif   | Trident               | 1:35,293    |

Das FIA-Formel-3-Rennwochenende in Ungarn auf dem Hungaroring fand vom 19. bis 21. Juli 2024 statt und ging über eine Distanz von 19 Runden (Sprintrennen) bzw. 24 Runden (Hauptrennen) à 4,381 km, was einer Gesamtdistanz von 83,239 km bzw. 105,144 km entspricht.
Nikita Bedrin gewann das Sprintrennen vor Tasanapol Inthraphuvasak und Dino Beganovic, Nikola Zolow gewann das Hauptrennen vor Noel León und Leonardo Fornaroli.

### Rennwochenende in Belgien
| Sprintrennen | Sprintrennen   | Sprintrennen          | Sprintrennen |
| Platz        | Fahrer         | Team                  | Zeit         |
| ------------ | -------------- | --------------------- | ------------ |
| 1            | Dino Beganovic | Prema Racing          | 29:03,659    |
| 2            | Gabriele Minì  | Prema Racing          | + 1,131      |
| 3            | Noel León      | Van Amersfoort Racing | + 2,872      |
| PP           |                |                       |              |
| SR           | Noel León      | Van Amersfoort Racing | 2:08,683     |

| Hauptrennen | Hauptrennen        | Hauptrennen   | Hauptrennen |
| Platz       | Fahrer             | Team          | Zeit        |
| ----------- | ------------------ | ------------- | ----------- |
| 1           | Callum Voisin      | Rodin Carlin  | 41:33,717   |
| 2           | Sebastián Montoya  | Campos Racing | + 0,915     |
| 3           | Leonardo Fornaroli | Trident       | + 1,662     |
| PP          | Callum Voisin      | Rodin Carlin  | 2:04,321    |
| SR          | Callum Voisin      | Rodin Carlin  | 2:05,770    |

Das FIA-Formel-3-Rennwochenende in Belgien auf dem Circuit de Spa-Francorchamps fand vom 26. bis 28. Juli 2024 statt und ging über eine Distanz von 12 Runden (Sprintrennen) bzw. 15 Runden (Hauptrennen) à 7,004 km, was einer Gesamtdistanz von 84,048 km bzw. 105,060 km entspricht.
Dino Beganovic gewann das Sprintrennen vor Gabriele Minì und Noel León, Callum Voisin gewann das Hauptrennen vor Sebastián Montoya und Leonardo Fornaroli.

### Rennwochenende in Italien
| Sprintrennen | Sprintrennen       | Sprintrennen  | Sprintrennen |
| Platz        | Fahrer             | Team          | Zeit         |
| ------------ | ------------------ | ------------- | ------------ |
| 1            | Tim Tramnitz       | MP Motorsport | 33:52,339    |
| 2            | Santiago Ramos     | Trident       | + 0,911      |
| 3            | Alex Dunne         | MP Motorsport | + 1,375      |
| PP           |                    |               |              |
| SR           | Leonardo Fornaroli | Trident       | 1:38,802     |

| Hauptrennen | Hauptrennen          | Hauptrennen        | Hauptrennen |
| Platz       | Fahrer               | Team               | Zeit        |
| ----------- | -------------------- | ------------------ | ----------- |
| 1           | Sami Meguetounif     | Trident            | 39:58,179   |
| 2           | Leonardo Fornaroli   | Trident            | + 4,587     |
| 3           | Christian Mansell    | ART Grand Prix     | + 5,522     |
| PP          | Leonardo Fornaroli   | Trident            | 1:38,287    |
| SR          | Martinius Stenshorne | Hitech Pulse-Eight | 1:39,435    |

Das FIA-Formel-3-Rennwochenende in Italien auf dem Autodromo Nazionale di Monza fand vom 30. August bis 1. September 2024 statt und ging über eine Distanz von 18 Runden (Sprintrennen) bzw. 22 Runden (Hauptrennen) à 5,793 km, was einer Gesamtdistanz von 104,274 km bzw. 127,446 km entspricht.
Tim Tramnitz gewann das Sprintrennen vor Santiago Ramos und Alex Dunne, Sami Meguetounif gewann das Hauptrennen vor Leonardo Fornaroli und Christian Mansell.

## Wertungen

### Punktesystem
Beim Hauptrennen (HAU) bekamen die ersten Zehn des Rennens 25, 18, 15, 12, 10, 8, 6, 4, 2 bzw. 1 Punkt(e). Beim Sprintrennen (SPR) erhielten die ersten Zehn des Rennens 10, 9, 8, 7, 6, 5, 4, 3, 2 bzw. 1 Punkt(e). Zusätzlich erhielt der Gewinner des Qualifyings, der im Hauptrennen von der Pole-Position startete, zwei Punkte. Der Fahrer, der von den ersten zehn klassifizierten Fahrern die schnellste Rennrunde erzielte, erhielt einen Punkt.
| Punkteverteilung | Punkteverteilung | Punkteverteilung | Punkteverteilung | Punkteverteilung | Punkteverteilung | Punkteverteilung | Punkteverteilung | Punkteverteilung | Punkteverteilung | Punkteverteilung | Punkteverteilung | Punkteverteilung |
| ---------------- | ---------------- | ---------------- | ---------------- | ---------------- | ---------------- | ---------------- | ---------------- | ---------------- | ---------------- | ---------------- | ---------------- | ---------------- |
| Platz            | 1                | 2                | 3                | 4                | 5                | 6                | 7                | 8                | 9                | 10               | PP               | sR               |
| Hauptrennen      | 25               | 18               | 15               | 12               | 10               | 8                | 6                | 4                | 2                | 1                | 2                | 1                |
| Sprintrennen     | 10               | 9                | 8                | 7                | 6                | 5                | 4                | 3                | 2                | 1                | –                | 1                |

### Fahrerwertung
| Pos. | Fahrer            | BHR | BHR | AUS | AUS | IT1 | IT1 | MCO | MCO | ESP | ESP | AUT | AUT | GBR | GBR | HUN | HUN | BEL | BEL | IT2 | IT2 | Punkte |
| Pos. | Fahrer            | SPR | HAU | SPR | HAU | SPR | HAU | SPR | HAU | SPR | HAU | SPR | HAU | SPR | HAU | SPR | HAU | SPR | HAU | SPR | HAU | Punkte |
| ---- | ----------------- | --- | --- | --- | --- | --- | --- | --- | --- | --- | --- | --- | --- | --- | --- | --- | --- | --- | --- | --- | --- | ------ |
| 01   | L. Fornaroli      | 3   | 7   | 9   | 2   | 11  | 3   | 9   | 5   | 7   | 3   | 12  | 9   | 10  | 7   | 7   | 3   | 9   | 3   | 8   | 2   | 153    |
| 02   | G. Minì           | 7   | 6   | 6   | 3   | 6   | 6   | 11  | 1   | DNF | 21  | 6   | 2   | 6   | 2   | 14  | 11  | 2   | 13  | 9   | DSQ | 130    |
| 03   | L. Browning       | 19  | 1   | 28  | 4   | 26  | 4   | 8   | 3   | 12  | 5   | 11  | 1   | 24  | 8   | 8   | 12  | 12  | 6   | 6   | 20  | 128    |
| 04   | A. Lindblad       | 1   | 8   | 2   | 11  | 8   | 7   | DNF | 4   | 9   | 1   | DNF | 7   | 1   | 1   | 15  | 28  | 15  | DNF | 12  | 16  | 113    |
| 05   | C. Mansell        | 14  | 2   | 10  | 10  | 14  | 20  | DNF | 2   | 11  | 2   | 3   | 4   | 12  | 13  | 5   | 4   | 16  | 21  | 22  | 3   | 112    |
| 06   | D. Beganovic      | 29  | 13  | 13  | 1   | 4   | 5   | 7   | 6   | 8   | 8   | 15  | 3   | 11  | 19  | 3   | 9   | 1   | 11  | 4   | 9   | 109    |
| 07   | O. Goethe         | 9   | 10  | 5   | 9   | 1   | 2   | 10  | 10  | 3   | 4   | 7   | 5   | DNF | 6   | 11  | 8   | 6   | 19  |     |     | 94     |
| 08   | S. Meguetounif    | 10  | 4   | 17  | 12  | DNF | 1   | 22  | DNF | DNF | 15  | 10  | 20  | 8   | 12  | 10  | 25  | 27  | 5   | 5   | 1   | 84     |
| 09   | T. Tramnitz       | 5   | 3   | 12  | 15  | 2   | 11  | 2   | 8   | 10  | 11  | 8   | 15  | 25  | 14  | 4   | 20  | 4   | 9   | 1   | 6   | 81     |
| 10   | N. León           | 22  | 12  | DNF | 25  | 3   | 19  | 4   | 23  | 6   | 9   | 9   | 23  | 2   | 10  | 12  | 2   | 3   | 4   | DNF | 7   | 79     |
| 11   | N. Zolow          | 4   | 11  | 20  | 19  | 13  | 26  | 1   | 27  | 13  | 6   | 1   | 6   | 5   | 15  | 29  | 1   | EX  | EX  | 19  | 17  | 75     |
| 12   | C. Voisin         | 17  | 21  | 18  | 21  | DNF | 29  | 12  | 13  | DNF | 16  | 14  | 25  | 4   | 3   | 6   | 6   | 7   | 1   | 25  | 22* | 67     |
| 13   | L. van Hoepen     | 2   | 15  | 3   | 13  | 7   | 13  | 3   | DNF | 5   | 29  | 5   | 8   | 9   | 11  | 9   | DSQ | 10  | 12  | 13  | 8   | 58     |
| 14   | A. Dunne          | 12  | 9   | 7   | 16  | 14  | 16  | DNF | 16  | 2   | 7   | 4   | 10  | 22  | DNF | 20  | 16  | 23  | 10  | 3   | 4   | 50     |
| 15   | M. Boya           | 8   | 29  | 4   | 7   | DNF | 9   | 6   | 7   | 1   | 14  | 22  | 18  | 16  | 23  | 18  | 10  | 28  | DNF | 7   | DNF | 45     |
| 16   | S. Ramos          | 21  | 5   | 24  | 24  | 10  | 8   | 15  | 14  | 21  | 10  | 24  | 13  | 19  | 16  | 28  | 5   | 8   | 8   | 2   | 18  | 44     |
| 17   | S. Montoya        | 18  | 17  | 8   | 6   | 25  | 10  | 18  | 15  | DNF | 12  | DNF | DNF | 7   | DNF | 19  | 19  | 5   | 2   | 11  | 21  | 40     |
| 18   | M. Stenshorne     | 11  | 14  | 1   | 26  | 22  | 14  | 16  | 26  | 4   | 27  | 2   | 12  | EX  | EX  | 13  | 13  | 18  | DNF | 10  | 5   | 38     |
| 19   | N. Bedrin         | 13  | 20  | 21  | 8   | 9   | 30  | DNF | 24  | DNF | 30  | 13  | DNF | 13  | 9   | 1   | 7   | 13  | 20  | DNF | 13  | 25     |
| 20   | T. Smith          | 28  | 22  | 27  | DNF | 24  | 27  | 13  | 12  | 18  | 25  | 21  | 22  | 21  | 4   | 25  | 24  | 25  | 16  | 23  | 15  | 12     |
| 21   | M. Esterson       | 6   | 24  | 26  | 14  | 18  | 21  | 14  | 17  | 22  | 23  | 18  | 17  | DNF | 18  | 16  | 15  | DNF | 7   | DNF | DNF | 11     |
| 22   | C. Wurz           | 19  | 16  | 11  | 5   | 23  | 24  | 19  | DNF | 16  | 13  | 20  | 27  | DNF | DNF | 17  | DNF | 26  | 23  | 24  | 14  | 10     |
| 23   | P. Wiśnicki       | 25  | 25  | 23  | 23  | 20  | 23  | 21  | 25  | 24  | 24  | 23  | 19  | 14  | 5   | 24  | 21  | 21  | 24  | DNF | DNF | 10     |
| 24   | T. Inthraphuvasak | 16  | 19  | DNF | DNF | DNF | 28  | 17  | 18  | 25  | 26  | 27  | 26  | 20  | 20  | 2   | 14  | 29  | 15  | 21  | 11  | 9      |
| 25   | M. Zagazeta       | DNF | 18  | 15  | 17  | 17  | 17  | INJ | INJ | 19  | 19  | 17  | 14  | 3   | 22  | DNF | 27  | 17  | 17  | 14  | DNF | 8      |
| 26   | J. Loake          | 27  | 23  | 14  | DNF | 21  | 25  | 5   | 9   | 15  | 22  | 19  | 24  | 15  | 24  | 26  | 26  | 11  | 25  | 15  | 19  | 8      |
| 27   | K. Sztuka         | 20  | 28  | 16  | 18  | 5   | 15  | DNF | 11  | 23  | 28  | DNF | 16  | DNF | 17  | 27  | 18  | 20  | 18  | 18  | 12  | 6      |
| 28   | J. Dufek          | 24  | 27  | 22  | 22  | 16  | 22  | DNF | 20  | 17  | 17  | 25  | DNF | 23  | DNF | 22  | 22  | 24  | 14  | DNF | 10  | 1      |
| 29   | S. Flörsch        | 23  | 30  | 19  | DNF | 15  | 12  | DNF | 19  | 20  | 18  | 26  | 11  | DNF | DNF | 23  | 23  | 19  | DNF | 16  | DNF | 0      |
| 30   | C. Shields        | 26  | 26  | 25  | 20  | 19  | 18  | DNF | 21  | 14  | 20  | 16  | 21  | 17  | DNF | 21  | 17  | 22  | 22  | 20  | DNF | 0      |
| 31   | T. Taponen        |     |     |     |     |     |     |     |     |     |     |     |     |     |     |     |     | 14  | DNF |     |     | 0      |
| 32   | N. Strømsted      |     |     |     |     |     |     |     |     |     |     |     |     |     |     |     |     |     |     | 17  | 23* | 0      |
| 33   | J. Wharton        |     |     |     |     |     |     |     |     |     |     |     |     | 18  | 21  |     |     |     |     |     |     | 0      |
| 34   | J. Hedley         |     |     |     |     |     |     | 20  | 22  |     |     |     |     |     |     |     |     |     |     |     |     | 0      |
| Pos. | Fahrer            | SPR | HAU | SPR | HAU | SPR | HAU | SPR | HAU | SPR | HAU | SPR | HAU | SPR | HAU | SPR | HAU | SPR | HAU | SPR | HAU | Punkte |
| Pos. | Fahrer            | BHR | BHR | AUS | AUS | IT1 | IT1 | MCO | MCO | ESP | ESP | AUT | AUT | GBR | GBR | HUN | HUN | BEL | BEL | IT2 | IT2 | Punkte |

| Legende  | Legende            | Legende                                                          |
| Farbe    | Abkürzung          | Bedeutung                                                        |
| -------- | ------------------ | ---------------------------------------------------------------- |
| Gold     | –                  | Sieg                                                             |
| Silber   | –                  | 2. Platz                                                         |
| Bronze   | –                  | 3. Platz                                                         |
| Grün     | –                  | Platzierung in den Punkten                                       |
| Blau     | –                  | Klassifiziert außerhalb der Punkteränge                          |
| Violett  | DNF                | Rennen nicht beendet (did not finish)                            |
| Violett  | NC                 | nicht klassifiziert (not classified)                             |
| Rot      | DNQ                | nicht qualifiziert (did not qualify)                             |
| Rot      | DNPQ               | in Vorqualifikation gescheitert (did not pre-qualify)            |
| Schwarz  | DSQ                | disqualifiziert (disqualified)                                   |
| Weiß     | DNS                | nicht am Start (did not start)                                   |
| Weiß     | WD                 | zurückgezogen (withdrawn)                                        |
| Hellblau | PO                 | nur am Training teilgenommen (practiced only)                    |
| Hellblau | TD                 | Freitags-Testfahrer (test driver)                                |
| ohne     | DNP                | nicht am Training teilgenommen (did not practice)                |
| ohne     | INJ                | verletzt oder krank (injured)                                    |
| ohne     | EX                 | ausgeschlossen (excluded)                                        |
| ohne     | DNA                | nicht erschienen (did not arrive)                                |
| ohne     | C                  | Rennen abgesagt (cancelled)                                      |
| ohne     | keine WM-Teilnahme |                                                                  |
| sonstige | P/fett             | Pole-Position                                                    |
| sonstige | 1/2/3/4/5/6/7/8    | Punktplatzierung im Sprint-/Qualifikationsrennen                 |
| sonstige | SR/kursiv          | Schnellste Rennrunde                                             |
| sonstige | *                  | nicht im Ziel, aufgrund der zurückgelegten Distanz aber gewertet |
| sonstige | ()                 | Streichresultate                                                 |
| sonstige | unterstrichen      | Führender in der Gesamtwertung                                   |

### Teamwertung
| Pos. | Team                                   | Auto # | BHR | BHR | AUS | AUS | IT1 | IT1 | MCO | MCO | ESP | ESP | AUT | AUT | GBR | GBR | HUN | HUN | BEL | BEL | IT2 | IT2 | Punkte |
| Pos. | Team                                   | Auto # | SPR | HAU | SPR | HAU | SPR | HAU | SPR | HAU | SPR | HAU | SPR | HAU | SPR | HAU | SPR | HAU | SPR | HAU | SPR | HAU | Punkte |
| ---- | -------------------------------------- | ------ | --- | --- | --- | --- | --- | --- | --- | --- | --- | --- | --- | --- | --- | --- | --- | --- | --- | --- | --- | --- | ------ |
| 01   | Prema Racing                           | 01     | 29  | 13  | 13  | 1   | 4   | 5   | 7   | 6   | 8   | 8   | 15  | 3   | 11  | 19  | 3   | 9   | 1   | 11  | 4   | 9   | 352    |
| 01   | Prema Racing                           | 02     | 7   | 6   | 6   | 3   | 6   | 6   | 11  | 1   | DNF | 21  | 6   | 2   | 6   | 2   | 14  | 11  | 2   | 13  | 9   | DSQ | 352    |
| 01   | Prema Racing                           | 03     | 1   | 8   | 2   | 11  | 8   | 7   | DNF | 4   | 9   | 1   | DNF | 7   | 1   | 1   | 15  | 28  | 15  | DNF | 12  | 16  | 352    |
| 02   | Trident                                | 04     | 3   | 7   | 9   | 2   | 11  | 3   | 9   | 5   | 7   | 3   | 12  | 9   | 10  | 7   | 7   | 3   | 9   | 3   | 8   | 2   | 281    |
| 02   | Trident                                | 05     | 10  | 4   | 17  | 12  | DNF | 1   | 22  | DNF | DNF | 15  | 10  | 20  | 8   | 12  | 10  | 25  | 27  | 5   | 5   | 1   | 281    |
| 02   | Trident                                | 06     | 21  | 5   | 24  | 24  | 10  | 8   | 15  | 14  | 21  | 10  | 24  | 13  | 19  | 16  | 28  | 5   | 8   | 8   | 2   | 18  | 281    |
| 03   | ART Grand Prix                         | 23     | 14  | 2   | 10  | 10  | 14  | 20  | DNF | 2   | 11  | 2   | 3   | 4   | 12  | 13  | 5   | 4   | 16  | 21  | 22  | 3   | 245    |
| 03   | ART Grand Prix                         | 24     | 2   | 15  | 3   | 13  | 7   | 13  | 3   | DNF | 5   | 29  | 5   | 8   | 9   | 11  | 9   | DSQ | 10  | 12  | 13  | 8   | 245    |
| 03   | ART Grand Prix                         | 25     | 4   | 11  | 20  | 19  | 13  | 26  | 1   | 27  | 13  | 6   | 1   | 6   | 5   | 15  | 29  | 1   | 14  | DNF | 19  | 17  | 245    |
| 04   | Campos Racing                          | 10     | 9   | 10  | 5   | 9   | 1   | 2   | 10  | 10  | 3   | 4   | 7   | 5   | DNF | 6   | 11  | 8   | 6   | 19  | 17  | 23* | 179    |
| 04   | Campos Racing                          | 11     | 18  | 17  | 8   | 6   | 25  | 10  | 18  | 15  | DNF | 12  | DNF | DNF | 7   | DNF | 19  | 19  | 5   | 2   | 11  | 21  | 179    |
| 04   | Campos Racing                          | 12     | 8   | 29  | 4   | 7   | DNF | 9   | 6   | 7   | 1   | 14  | 22  | 18  | 16  | 23  | 18  | 10  | 28  | DNF | 7   | DNF | 179    |
| 05   | Hitech Pulse-Eight                     | 14     | 19  | 1   | 28  | 4   | 26  | 4   | 8   | 3   | 12  | 5   | 11  | 1   | 24  | 8   | 8   | 12  | 12  | 6   | 6   | 20  | 166    |
| 05   | Hitech Pulse-Eight                     | 15     | 11  | 14  | 1   | 26  | 22  | 14  | 16  | 26  | 4   | 27  | 2   | 12  | 18  | 21  | 13  | 13  | 18  | DNF | 10  | 5   | 166    |
| 05   | Hitech Pulse-Eight                     | 16     | 26  | 26  | 25  | 20  | 19  | 18  | DNF | 21  | 14  | 20  | 16  | 21  | 17  | DNF | 21  | 17  | 22  | 22  | 20  | DNF | 166    |
| 06   | MP Motorsport                          | 07     | 5   | 3   | 12  | 15  | 2   | 11  | 2   | 8   | 10  | 11  | 8   | 15  | 25  | 14  | 4   | 20  | 4   | 9   | 1   | 6   | 137    |
| 06   | MP Motorsport                          | 08     | 20  | 28  | 16  | 18  | 5   | 15  | DNF | 11  | 23  | 28  | DNF | 16  | DNF | 17  | 27  | 18  | 20  | 18  | 18  | 12  | 137    |
| 06   | MP Motorsport                          | 09     | 12  | 9   | 7   | 16  | 14  | 16  | DNF | 16  | 2   | 7   | 4   | 10  | 22  | DNF | 20  | 16  | 23  | 10  | 3   | 4   | 137    |
| 07   | Van Amersfoort Racing                  | 20     | 22  | 12  | DNF | 25  | 3   | 19  | 4   | 23  | 6   | 9   | 9   | 23  | 2   | 10  | 12  | 2   | 3   | 4   | DNF | 7   | 91     |
| 07   | Van Amersfoort Racing                  | 21     | 23  | 30  | 19  | DNF | 15  | 12  | DNF | 19  | 20  | 18  | 26  | 11  | DNF | DNF | 23  | 23  | 19  | DNF | 16  | DNF | 91     |
| 07   | Van Amersfoort Racing                  | 22     | 28  | 22  | 27  | DNF | 24  | 27  | 13  | 12  | 18  | 25  | 21  | 22  | 21  | 4   | 25  | 24  | 25  | 16  | 23  | 15  | 91     |
| 08   | Rodin Motorsport                       | 29     | 17  | 21  | 18  | 21  | DNF | 29  | 12  | 13  | DNF | 16  | 14  | 25  | 4   | 3   | 6   | 6   | 7   | 1   | 25  | 22* | 85     |
| 08   | Rodin Motorsport                       | 30     | 25  | 25  | 23  | 23  | 20  | 23  | 21  | 25  | 24  | 24  | 23  | 19  | 14  | 5   | 24  | 21  | 21  | 24  | DNF | DNF | 85     |
| 08   | Rodin Motorsport                       | 31     | 27  | 23  | 14  | DNF | 21  | 25  | 5   | 9   | 15  | 22  | 19  | 24  | 15  | 24  | 26  | 26  | 11  | 25  | 15  | 19  | 85     |
| 09   | PHM AIX Racing (1–2) AIX Racing (3–10) | 26     | 16  | 19  | DNF | DNF | DNF | 28  | 17  | 18  | 25  | 26  | 27  | 26  | 20  | 20  | 2   | 14  | 29  | 15  | 21  | 11  | 35     |
| 09   | PHM AIX Racing (1–2) AIX Racing (3–10) | 27     | 13  | 20  | 21  | 8   | 9   | 30  | DNF | 24  | DNF | 30  | 13  | DNF | 13  | 9   | 1   | 7   | 13  | 20  | DNF | 13  | 35     |
| 09   | PHM AIX Racing (1–2) AIX Racing (3–10) | 28     | 24  | 27  | 22  | 22  | 16  | 22  | DNF | 20  | 17  | 17  | 25  | DNF | 23  | DNF | 22  | 22  | 24  | 14  | DNF | 10  | 35     |
| 10   | Jenzer Motorsport                      | 17     | 19  | 16  | 11  | 5   | 23  | 24  | 19  | DNF | 16  | 13  | 20  | 27  | DNF | DNF | 17  | DNF | 26  | 23  | 24  | 14  | 29     |
| 10   | Jenzer Motorsport                      | 18     | 6   | 24  | 26  | 14  | 18  | 21  | 14  | 17  | 22  | 23  | 18  | 17  | DNF | 18  | 16  | 15  | DNF | 7   | DNF | DNF | 29     |
| 10   | Jenzer Motorsport                      | 19     | DNF | 18  | 15  | 17  | 17  | 17  | 20  | 22  | 19  | 19  | 17  | 14  | 3   | 22  | DNF | 27  | 17  | 17  | 14  | DNF | 29     |
| Pos. | Team                                   | Auto # | SPR | HAU | SPR | HAU | SPR | HAU | SPR | HAU | SPR | HAU | SPR | HAU | SPR | HAU | SPR | HAU | SPR | HAU | SPR | HAU | Punkte |
| Pos. | Team                                   | Auto # | BHR | BHR | AUS | AUS | IT1 | IT1 | MCO | MCO | ESP | ESP | AUT | AUT | GBR | GBR | HUN | HUN | BEL | BEL | IT2 | IT2 | Punkte |

| Legende  | Legende            | Legende                                                          |
| Farbe    | Abkürzung          | Bedeutung                                                        |
| -------- | ------------------ | ---------------------------------------------------------------- |
| Gold     | –                  | Sieg                                                             |
| Silber   | –                  | 2. Platz                                                         |
| Bronze   | –                  | 3. Platz                                                         |
| Grün     | –                  | Platzierung in den Punkten                                       |
| Blau     | –                  | Klassifiziert außerhalb der Punkteränge                          |
| Violett  | DNF                | Rennen nicht beendet (did not finish)                            |
| Violett  | NC                 | nicht klassifiziert (not classified)                             |
| Rot      | DNQ                | nicht qualifiziert (did not qualify)                             |
| Rot      | DNPQ               | in Vorqualifikation gescheitert (did not pre-qualify)            |
| Schwarz  | DSQ                | disqualifiziert (disqualified)                                   |
| Weiß     | DNS                | nicht am Start (did not start)                                   |
| Weiß     | WD                 | zurückgezogen (withdrawn)                                        |
| Hellblau | PO                 | nur am Training teilgenommen (practiced only)                    |
| Hellblau | TD                 | Freitags-Testfahrer (test driver)                                |
| ohne     | DNP                | nicht am Training teilgenommen (did not practice)                |
| ohne     | INJ                | verletzt oder krank (injured)                                    |
| ohne     | EX                 | ausgeschlossen (excluded)                                        |
| ohne     | DNA                | nicht erschienen (did not arrive)                                |
| ohne     | C                  | Rennen abgesagt (cancelled)                                      |
| ohne     | keine WM-Teilnahme |                                                                  |
| sonstige | P/fett             | Pole-Position                                                    |
| sonstige | 1/2/3/4/5/6/7/8    | Punktplatzierung im Sprint-/Qualifikationsrennen                 |
| sonstige | SR/kursiv          | Schnellste Rennrunde                                             |
| sonstige | *                  | nicht im Ziel, aufgrund der zurückgelegten Distanz aber gewertet |
| sonstige | ()                 | Streichresultate                                                 |
| sonstige | unterstrichen      | Führender in der Gesamtwertung                                   |